# Phil Napoleon
Phil Napoleon (Filippo Napoli) est un trompettiste de jazz américain né le 2 septembre 1901 à Boston (Massachusetts) et décédé le 30 septembre 1990 à Miami (Floride).

## Biographie
Trompettiste ayant suivi une formation « classique  », Phil Napoleon commence sa carrière professionnelle dans des orchestres de danse. À la fin des années 1910, il fonde, avec le pianiste Franck Signorelli, les « Original Memphis Five ». Ce groupe enregistre son premier disque en 1921. Cette formation, plus ou moins souvent réaménagée, enregistre sous d’autres noms : les « Bailey's Lucky Seven », les « Southland Six », les « Ladd's Black Aces », les « Jazzbo's Carolina Serenaders », les « Charleston Chasers » et même les « Napoleon's Emperors ». On peut entendre sur ces faces des musiciens comme Red Nichols, Jack Teagarden, Miff Mole, Glenn Miller, Tommy Dorsey, Lennie Hayton, Eddie Lang, Joe Venuti, Gene Krupa, Dave Tough, …
Dans les années 1930, Phil Napoleon travaille comme musicien de studio. en 1937, il forme un big band swing qui ne connaît qu’un succès mitigé. Phil Napoleon retrouve donc vite la porte des studios. De 1943 à 1947, il est membre de l’orchestre de Jimmy Dorsey. À partir de 1947, il travaille essentiellement comme musicien de studio, en particulier pour la « NBC », tout en ressuscitant parfois son « Original Memphis Five ».
En 1956, il s’installe à Miami. Il y ouvre un club, la « Napoleon’s Retreat », où il se produit à la tête de petites formations. Musicien actif jusqu'à l'âge de 89 ans, Phil Napoleon décède en 1990.